# Yanik Burren
Yanik Burren (* 28. Januar 1997 in Bern) ist ein Schweizer Eishockeyspieler, der seit Juli 2023 beim EHC Biel aus der National League unter Vertrag steht und dort auf der Position des Verteidigers spielt. Mit dem SC Bern gewann Burren im Jahr 2019 die Schweizer Meisterschaft.

## Karriere
Burren begann seine Eishockeykarriere im Nachwuchs des EHC Bern 96, ehe er zur Saison 2009/10 in den Nachwuchs des SC Bern wechselte, wo er in der Folge alle Nachwuchskategorien durchlief und mit dem Verein unter anderem 2014 die Meisterschaft der Elite-Novizen sowie im selben Jahr und 2016 die Elite-A-Meisterschaft gewann. Dazu kam er auf einige Einsätze für die U20-Junioren des EHC Thun eine Juniorenliga tiefer. In der Saison 2015/16 folgte der erste Einsatz im Fanionteam in der National League A (NLA). In der höchsten Spielklasse der Schweiz festsetzen konnte er sich jedoch nicht, stattdessen spielte er während der Saison 2016/17 die meiste Zeit in der National League B (NLB) für den EHC Visp, um dort Spielpraxis zu sammeln. Zur Saison 2017/18 wurde er jedoch zur wichtigen Stammkraft bei den Bernern und kam in den folgenden Jahren regelmässig zu Einsätzen in der höchsten Liga der Schweiz. Insgesamt absolvierte Burren bis 2021 207 NL-Spiele für den SCB, in denen er sieben Tore und 23 Assists erzielte, und gewann mit dem Team sowohl im Jahr 2019 die Schweizer Meisterschaft als auch zwei Jahre später den Schweizer Cup.
Nach der Saison 2020/21 wechselte der Verteidiger gemeinsam mit Inti Pestoni und André Heim zum HC Ambrì-Piotta. Zur Saison 2023/24 wechselte Burren zum EHC Biel.

### International
Burren bestritt seit den U16-Junioren regelmässig Partien für Nachwuchsauswahlen der Schweizer Nationalmannschaft. Zudem bestritt er die U18-Junioren-Weltmeisterschaft 2014 sowie die U20-Junioren-Weltmeisterschaft 2017. Auch am Ivan Hlinka Memorial Tournament 2014 nahm er teil.

## Erfolge und Auszeichnungen
| - 2014 Schweizer U17-Juniorenmeister mit dem SC Bern - 2014 Schweizer U20-Juniorenmeister mit dem SC Bern - 2016 Schweizer U20-Juniorenmeister mit dem SC Bern | - 2019 Schweizer Meister mit dem SC Bern - 2021 Schweizer Cupsieger mit dem SC Bern - 2022 Spengler-Cup-Gewinn mit dem HC Ambrì-Piotta |

## Karrierestatistik
Stand: Ende der Saison 2024/25

### International
Vertrat die Schweiz bei:
- U18-Junioren-Weltmeisterschaft 2014
- Ivan Hlinka Memorial Tournament 2014
- U20-Junioren-Weltmeisterschaft 2017

(Legende zur Spielerstatistik: Sp oder GP = absolvierte Spiele; T oder G = erzielte Tore; V oder A = erzielte Assists; Pkt oder Pts = erzielte Scorerpunkte; SM oder PIM = erhaltene Strafminuten; +/− = Plus/Minus-Bilanz; PP = erzielte Überzahltore; SH = erzielte Unterzahltore; GW = erzielte Siegtore; 1 Play-downs/Relegation; Kursiv: Statistik nicht vollständig)